# 城南街道 (临泉县)
城南街道是中华人民共和国安徽省阜阳市临泉县下辖的一个街道办事处。

## 行政区划
城南街道下辖以下村级行政区划单位：
万和社区、临新社区、新城社区和大闫社区。